# Ophiogomphus spinicornis
Ophiogomphus spinicornis – gatunek ważki z rodziny gadziogłówkowatych (Gomphidae).